# José Rossi
José Rossi (Ajaccio, Còrsega del Sud, 18 de juny de 1944), és un polític cors.
President del Consell general de la Còrsega del Sud de 1985 a 1998, fou ministre d'Indústria durant la segona cohabitation en el govern d'Édouard Balladur. Ha estat president l'Assemblea de Còrsega de 1998 a 2004, i durant aquest període fou un dels iniciadors del "procés de Matignon".
Diputat de Còrsega del Sud (1988-2002), ha estat president de Democràcia Liberal a l'Assemblea Nacional Francesa de 1998 a 2000.
Ha estat candidat a les eleccions municipals de març de 2008, contra Simon Renucci.